# 对中国移动的争议
本条目列出有关中国移动电信运营商所相关的争议及轶闻事件。

## 模拟手机用户退网事件

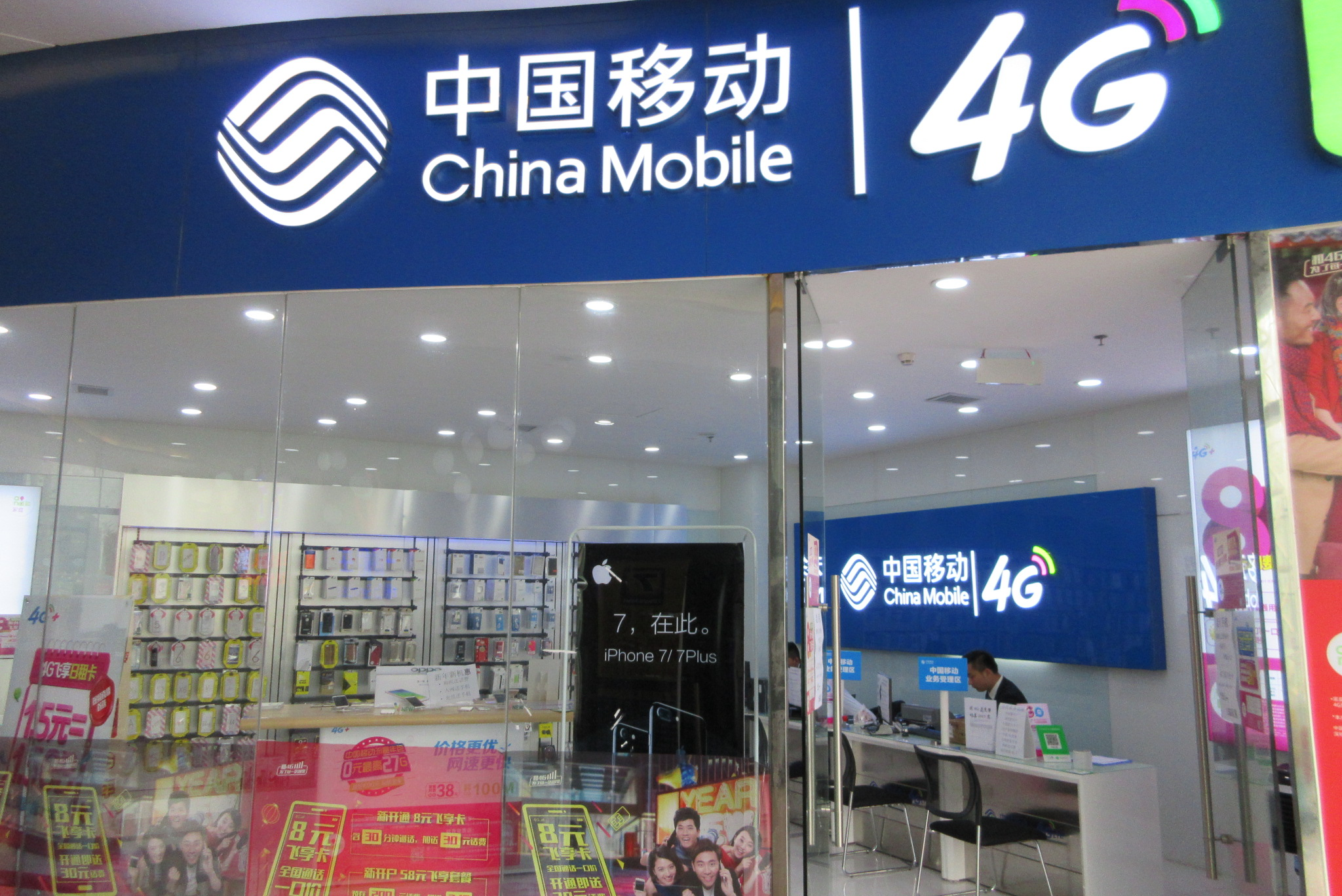
中移動的4G服務

2001年3月5日，中华人民共和国信息产业部发布《关于中国移动通信集团公司停止使用模拟移动通信业务频率的通知》（信部无[2001]152号），宣布在2001年6月30日后无条件收回模拟移动通信业务所占频段，在2001年12月31日后将把该频段用于数字移动通信业务，并要求中国移动在2001年12月31日停止模拟移动通信业务。
从1993年起，中国大陆的移动公司就同时经营着模拟A网（TACS制式，摩托罗拉设备）、模拟B网（TACS制式，爱立信设备）、数字G网（GSM制式）三种制式的网络，其中前两种被业界认为是第一代移动通信技术，而GSM为第二代。中国移动通信集团公司成立后全盘接受了这一现实，并开始逐步引导模拟用户转用GSM网络。到信息产业部发文时，中国大陆数字手机用户已达8000多万，模拟用户则从1994年时的600多万回落到约250万，模拟网的利用率低下（频率占15%，用户占3%，业务量占0.09%）。
根据信息产业部的该文件，中国移动通信集团公司通告全国用户，通过给予一定补偿的方式，展开了模拟转数字工作，并于2001年12月31日宣布关闭了模拟移动电话网。
由于中国大陆在模拟网前期向用户收取多达3万元的初装费，一些用户发起诉讼要求中国移动通信集团公司给予高额赔偿，已知判决中均败诉。
因希冀高额赔偿或使用率低下等多种原因，2002年时仍有未完成转网的原模拟用户。

## 村村通电话工程
2004年起，中国移动通信集团公司投资实施“村村通电话工程”。目前该工程尚在实施中。
- 该工程实施前：	
  - 截至2003年底，中国内地尚有7万多个行政村（占总数的10.77%）未通电话，90%以上在中国大陆中西部经济落后省份。
- 工程实施后：	
  - 湖南省于2006年实现了全部4659个行政村100%通电话的目标，该工程被评为湖南省2005年度十大公益事件之“最具时代感的公益事件”；
  - 四川省实现了对甘孜、阿坝、凉山这三个平均海拔3000米以上的州的48县、680乡镇、5000多个村的覆盖；
  - 云南省于2004年9月为中国唯一的独龙族（总人口5816人）聚居地解决了对外联系问题，自此中国55个少数民族聚居区全部开通了移动电话；
  - 山西省4087个行政村结束了不通电话的历史，新覆盖农村人口数达200万；
  - 宁夏回族自治区于2005年为被联合国认定为“最不适合人类居住”的国家级贫困县西吉县开通了GSM移动通信服务；
  - 青海省于2005年12月20日实现了所有乡镇、83%的行政村的GSM网络覆盖。
- 根据中华人民共和国信息产业部的统计，截至2006年9月30日，该工程已为29773个村开通了电话，将行政村通话比例提高了4.3个百分点，受益地区中包括了四川甘孜、阿坝、凉山以及青海玉树、果洛等基础设施条件极差、甚至没有通电、通路的偏远农村地区。[4]

## 短信内容审查事件
2010年，为配合中国公安部门开展“手机违法短信息治理”，中国移动通信宣布对其用户实施短信内容审查，并声称用户发送“黄色信息”将可能被强制停止该用户的短信服务。此举引起较大的争论，南方报业网登载文章指出此举违宪。

## “亂收費”情況
2010年7月5日， 中央電視台《新闻1+1》節目播出「移动通信，不是移动『收费』！」節目， 節目中指出一些地方移动公司在用户不知情的情况下重复计费、错误计费，并且随意添加或删除计费数据。

## “流量月底清零”事件
2014年3月，长沙市消费者起诉中国移动长沙公司“上网流量月底清零案”一审败诉，随后，全国人大代表、中国移动广东公司总经理钟天华就手机流量清零一事发表观点：“套餐内流量月底清零是运营商的通行做法，打个比方说，在肯德基买了全家桶套餐，吃不完的鸡腿总不能退回去吧？”对此，肯德基在其官方微博上转发回应说：“肯德基的鸡腿肯定不会清零。吃不完可以打包、外带、与他人分享，还可以回家炖汤、烧菜，总之是你的，想咋用咋用！”，事后原微博被删除。
同时，为了防止流量月底清零，各地的移动公司推出了按季度和半年为计费周期的套餐。

## 陆港套餐之间问题
据有关媒体报道，中国移动在香港地区（中国移动香港）的手机套餐资费比内地类似套餐优惠不少，以同一价格的套餐为例：	
| 项目 | 中国大陆 | 香港                             |
| ---- | -------- | -------------------------------- |
| 资费 | 58人民币 | 88港元                           |
| 语音 | 150分钟  | 3000分钟                         |
| 短信 | （无）   | 10000条                          |
| 流量 | 1GB      | 5GB +本地无限(最高为128kbps)数据 |

有媒体表示，这是“一国两制”的收费制度，有网友表示：“同一个国家，差距咋就那么大呢？”“难道我们的消费能力真的比香港还高吗？”随后，中国移动董事長回应指：这款在香港推出的套餐其实使用限制较多，是香港3G向4G转换过程中的临时"特殊营销案例"。
2014年4月3日，中国移动在其官方微博上指出中國移動香港相關計劃用戶需要額外繳交牌照及行政費、有128kbps的速度限制、以及通話分鐘僅限本地的限制。但相關微博其後被刪除。

## 自助换卡诈骗事件
2016年4月，中国中央电视台等媒体报道，不法分子可以利用运营商的“自助换卡”服务实施诈骗。报道称，不法分子利用手机业务定制和退订的功能骗取受害人的短信验证码，同时通过电信运营商自助换卡业务复制受害人手机SIM卡，通过受害人的手机利用各种账户的验证码进入用户与手机号码绑定的银行账户，转移盗窃用户的资金。对此，4月28日，在国新办举行的2016年一季度工业通信业发展情况发布会上，中华人民共和国工业和信息化部通信发展司司长闻库表示，北京移动已暂停网站自助换卡业务。

## 流量使用限制问题
2018年5月，据澎湃新闻报道，浙江温州的一市民反映，其使用的号码通过专用流量使用手机视频软件“咪咕爱看”观看视频期间的5月22日收到短信，称数据流量已达100GB，将暂停数据流量功能，并于下月自动恢复。而除去在“咪咕爱看”上用掉的流量，他的普通流量还剩13.25GB，限时流量仍剩1.26GB。随后记者与移动公司取得联系，称中国移动确有“当月实际使用流量达到100GB便停止流量功能”的规定，且要到次月才会自动恢复正常，然而这一说法存在了误解。5月27日，中国移动工作人员回应称，普通套餐均有100G流量封顶规定，超出该限制便会被暂停使用流量；而对于不限流量套餐则是在超过100G后将网速降至128K以下，并不会暂停用户的流量使用。有律师分析称，根据《中华人民共和国合同法》有关规定，提供格式条款的运营商应当采取合理的方式提请用户注意免除或者限制其责任的条款，需采用足以引起消费者注意的特别标示。然而中国大陆运营商均有流量封顶使用限制，但运营商在信息提醒和处理措施上却不尽如人意。有律师认为提醒方式不够人性化，应提供其他解决方式。

## “流量不限量套餐”涉嫌虚假宣传
从2017年起，中国移动推出“流量不限量”套餐，并在大众媒体平台发布广告。但有用户称，运营商所提供的“流量不限量”套餐违背广告承诺，在当月流量使用达到一定额度时强制降速或强制断网，引发用户不满，并要求工商部门从严查处。2018年4月，湖南省岳阳市、张家界市等地工商和市场监管部门对中国移动“流量不限量”广告进行立案调查，同年5月16日，湖南省工商局对中国移动湖南公司依法立案调查。
2018年6月13日，据中央人民广播电台报道，中国移动已在各类“不限量”套餐广告标注限速说明提示。8月2日下午，湖南省工商局召开通信运营商发布违法广告行政约谈会，认定“流量不限量”广告为虚假广告，要求中国移动湖南公司停止发布虚假广告，相关负责人表示将对流量不限量广告作出整改。
2018年10月，中国移动已将“不限量套餐”更名为“畅享套餐”。

## 不正当竞争
2019年4月29日，中国移动发布公告称，国家市场监督管理总局调查中国移动四家省级分公司的定制4G+手机销售的特定销售行为是否可能构成不正当竞争。中国移动涉及的销售行为包括向分销商支付补贴，并对手机制造商设定业绩目标，以期增加特别定制的4G+手机的销售量。有分析称，此次调查与2017年的双卡全网通手机“第二卡槽”之争有关。电信分析师付亮指出，在4G手机推广初期，中国移动推出4G+定制机，对竞争对手进行了限制，用户将两张不同运营商的手机卡插入到中国移动4G+定制机后，中国移动的手机卡可以正常使用，而另外一张非中国移动的手机卡则只能打电话，不能上网。在2017年，某省《关于H移动公司扰乱通信市场秩序，垄断通信市场情况的报告》在互联网上传播，此报告是当地联通、电信公司联名向当地通管局提交的报告，该报告指出移动利用高额补贴社会代理渠道，使其专营移动业务，同时推广“阉割机”，剥夺用户自由选择权。

## 防火长城额外网络封锁及网络稳定性问题
中国移动（不含香港）包括原中国铁通的网络通道上在全域性的防火长城（GFW）的基础上，额外封锁了中国移动单方面认为的不良网站，这些被封锁的网站累计超60万个。其中，自中国大陆接入的成人网站占1.2%，自境外接入的网站占98.8%，WWW电脑网站占大多数，WAP移动端网站的比例不足5%。这表示，在使用中国移动无线网络及有线宽带服务时，用户将不能访问更多的境外网站。而已通过当局备案的中国同性恋网站“淡蓝”，及大量相关的提供地理位置服務的社交網路服務软件同样被中国移动视作“不良网站”而封锁，但是在其它ISP（如中国电信和中国联通）的网络下访问正常。
在中国移动以及原中国铁通的网络通道上，被额外封锁的知名境外网站包括：维基媒体基金会文件及图片服务器（upload.wikimedia.org，这使维基百科在中国移动网络环境下无法显示图片）、Fandom文件及图片服务器（static.wikia.nocookie.net，这使Fandom在中国移动网络环境下有时无法显示图片）、Flickr、Instagram、Tumblr、图片服务器、Google的文件及图片服务器（.ggpht.com/*.googleusercontent.com，图片搜索及诸多谷歌服务不能使用或出错）等，被封锁的还有Yahoo! Blog（2013年被雅虎（香港）关闭）亦无法正常显示图片。
现时以上网站已完全被封锁。
其中部分支持HTTPS的网站能以该方式访问，另一些网站使用HTTPS则会显示“SSL连接出错”。
此外，HTC手机（含外国/港/台行货）天气预报服务器（AccuWeather提供）htc.accuweather.com亦被封锁，插画交流网站pixiv在此前亦被封锁，在2016年5月之后在某些地区（如杭州）可以正常访问，仅偶尔出现故障（整体页面缺失某些缩略图，刷新后正常）。
中國移動香港用戶在漫遊使用中國大陸的中國移動網絡時，不受此規限影響，並可正常使用Facebook、Google、YouTube等服務。中国大陸移动、联通及电信用户漫游至港澳台及国外时，数据漫游由于采用漫游转接归属地访问协议，因此依然无法访问被封锁的网站。
此外还要特别指出的是，使用中国移动固网宽带或移动网络访问网站的稳定性不及中国电信和中国联通的网络，特别是表现在玩游戏上，容易掉线（无统计数据，可能是竞争对手恶意贬低），甚至部分地区或基站还产生“3分钟只上传不下载”的问题。部分用户因此虽投诉中国移动和工信部，但投诉无用，仍未解决网络稳定性问题，由此部分用户转用联通或电信的网络。
後面完全已經解除在原中國鐵通上增加的防火長城（GFW）上的加強，可能是因為鐵道部在中國鐵通的寬頻網絡架構上，設置了GFW的加成，據說中國大陸移動的GFW網絡系統都是採用鐵通沒有昇級過的網絡機房，直到後面租用中國大陸運營商的聯通電信（電信不在香港有業務）機房還照樣沒有解決，只解決了中國大陸移動的有線寬帶因為游玩游戲導致跳Ping而且丟包的問題，移動也並沒有表示為何只解決了因為玩游戲導致跳Ping。